# Oberamt Heidelberg (1807–1809)
Das Oberamt Heidelberg war eine von 1807 bis 1809 bestehende Verwaltungseinheit im Land Baden während der napoleonischen Zeit.

## Geschichte
Nach dem Übergang weiter Teile der rechtsrheinischen Kurpfalz an Baden infolge des Reichsdeputationshauptschlusses 1803 wurde das bis dahin bestehende, großräumig vom Rhein bis in den Odenwald und in den Kraichgau reichende Oberamt Heidelberg aufgelöst. Stattdessen entstanden zahlreiche kleinere Ämter. Im Umfeld der alten Residenzstadt Heidelberg waren diese das Amt Unterheidelberg nördlich des Neckars, das Amt Oberheidelberg südlich des Flusses und das Stabsamt Waldeck nordöstlich der Stadt. 1807 wurden alle drei zu einem neuen Oberamt Heidelberg zusammengeschlossen, zugleich wurden diesem die Aufsicht über sieben grundherrschaftliche Orte zugewiesen. Hintergrund war, dass die badische Regierung der Auffassung war, dass für die damit verbundene Aufgabe als zweiter Instanz für die grundherrschaftlichen Ortsgerichte (die Trennung der Rechtsprechung von der Verwaltung erfolgte in Baden erst 1857) eine größere Behörde besser geeignet sei. Im Rahmen der Verwaltungsgliederung Badens übergeordnete Behörde war die Provinz des Unterrheins oder die Badische Pfalzgrafschaft mit Sitz in Mannheim.
1809 wurde das Oberamt wieder aufgelöst und die Ämter Ober- und Unterheidelberg erneut eingerichtet. Bei letzterem verblieben die Waldeck’schen Orte rund um Schönau. Die grundherrlichen Orte wurden zunächst direkt dem neu entstandenen Neckarkreis unterstellt, in zwei Schritten (für die allgemeine Verwaltung) 1810 und (für die Rechtsprechung) 1813 wieder den einzelnen Ämtern zugewiesen.

## Betroffene Orte, Grundherren und Ämter
- Ilvesheim: von Hundheim; Amt Ladenburg
- Leutershausen: von Wiser; Amt Unterheidelberg
- Ursenbach: von Wieser; Amt Unterheidelberg
- Mönchzell: von Uexküll; Amt Neckargemünd
- Mauer: von Zyllnhardt Amt Neckargemünd
- Schatthausen: von Bettendorf; Amt Wiesloch
- Baiertal: Deutscher Orden, von Uexküll, von Leoprechting und von Bettendorf; Amt Wiesloch